# Théophile Dufour (juriste)
Pour les articles homonymes, voir Dufour.
Pour l’article homonyme, voir Théophile Dufour (homme politique).
Théophile Dufour, né le 4 octobre 1844 à Genève et mort le 13 novembre 1922 à Plainpalais, est un archiviste, bibliothécaire, historien et juriste suisse.

## Biographie
Né à Genève du banquier Édouard Dufour, Théophile Dufour est le neveu de Théophile Heyer et le frère de Louis Dufour-Vernes. Il fait d’abord des études de droit dans sa ville natale et à Heidelberg puis, après une brève carrière d’avocat, est élève de l’École nationale des chartes où il obtient en 1873 le diplôme d’archiviste paléographe grâce à une thèse sur la diplomatique royale de Bourgogne-Jurane de 888 à 1032.
Sa vie professionnelle se partage entre la magistrature (juge suppléant puis juge à la cour de justice de 1876 à 1884) et les institutions patrimoniales genevoises (direction des Archives d'État de 1877 à 1885, puis de la Bibliothèque publique et universitaire de 1885 à 1900). 
Par ailleurs, il est député au Grand Conseil de 1884 à 1885 et de 1897 à 1898.
Gendre d'Henri Bordier, il est le père de Noëlle Roger.

## Distinctions
- Chevalier de la Légion d'honneur
- Commandeur de l’ordre de Sainte-Anne de Russie

## Ouvrages
- Notice bibliographique sur le «Catéchisme» et la «Confession de foi» de Calvin (1970)
- Recherches bibliographiques sur les œuvres imprimées de J.J. Rousseau (1925)
- Correspondance générale de J.-J. Rousseau (20 tomes, 1924-1934)
- Calviniana (1913)
- La Première rédaction des Confessions (livres I-IV), publiée d'après le manuscrit autographe par Théophile Dufour, etc. (1909)
- Jean-Jacques Rousseau. La Première rédaction des Confessions (livres I-IV), publiée d'après le manuscrit autographe (1909)
- Les Institutions chimiques de Jean-Jacques Rousseau (1905)
- Une fausse Lettre de Calvin (1901)
- Notice généalogique sur la famille Bordier, de Genève, originaire d'Orléans (1891)
- Mémorial des cinquante premières années de la Société d'histoire et d'archéologie de Genève (1838-1888)
- Bâle, Zurich et Genève, en 1558, fragment de lettre d'un anglais [John Bale] (1886)
- Giordano Bruno, traduzioni del prof. Francesco Giancola (1885)
- Un Opuscule inédit de Farel. Le résumé des actes de la Dispute de Rive (1535) (1885)
- Notice sur Jean Perrissin et Jacques Tortorel (1885)
- Giordano Bruno à Genève (1579) (1884)
- Notice généalogique sur la famille Chenevière, de Genève, originaire du Lyonnais (1884)
- Quelques lettres de G.-H. Dufour (1813-1815) (1884)
- Giordano Bruno (1884)
- Deux relations de l'"Escalade", suivies d'une lettre de Simon Goulart (1880)
- Notes sur le couvent de Sainte-Claire à Genève (1476-1535) (1879)
- William Windham et Pierre Martel (1879)
- Notice bibliographique sur le "Catéchisme" et la "Confession de foi" de Calvin (1537) et sur les autres livres imprimés à Genève et à Neufchâtel dans les premiers temps de la Réforme (1533-1540) (1878)
- Le Catéchisme français de Calvin, publié en 1537 (1878)
- Jean-Jacques Rousseau et Mme de Warens. Notes sur leur séjour à Annecy d'après des pièces inédites (1878)
- Notice bibliographique sur le cavalier de Savoie, le citadin de Genève et le fléau de l'aristocratie genevoise (1877)
- Étude sur la diplomatique royale de Bourgogne-Jurane, suivie d'un régeste des actes rodolphiens (888-1032) (1873)
- Du Droit de retour successoral de l'ascendant donateur (1867)
- Albert Rilliet, allocution à la Société d'histoire et d'archéologie, le 8 novembre 1883, par Théophile Dufour, etc.
- Notice sur Ésaïe Colladon
- Bordier, famille du Petit Conseil de la République de Genève
- Amédée Roget (1883)
- Charles Le Fort, 1821-1888 (1888)